# Monteprandone
Monteprandone là một đô thị tại tỉnh Ascoli Piceno ở vùng Marche, cách khoảng 80 km về phía đông nam của Ancona và khoảng20 km northeast of Ascoli Piceno. Đến thời điểm ngày 31 tháng 12 năm 2005, đô thị này có dân số là 10.856 người và diện tích là 26,4 km².
Đô thị Monteprandone bao gồm cácfrazione (subdivision) Centobuchi.
Monteprandone giáp các đô thị: Acquaviva Picena, Colonnella, Controguerra, Martinsicuro, Monsampolo del Tronto, San Benedetto del Tronto.